# Conférence de Varsovie (2019)
Pour les articles homonymes, voir Conférence de Varsovie.
La Conférence de Varsovie, officiellement la « Réunion ministérielle visant à promouvoir un avenir de paix et de sécurité au Moyen-Orient », est un sommet diplomatique sur le Proche-Orient organisé par les États-Unis et la Pologne à Varsovie les 13 et 14 février 2019. L'organisation du sommet a été annoncée le 11 janvier 2019 par le secrétaire d'État américain Mike Pompeo dans le but de contenir l'influence régionale de l'Iran.

## Réactions
L'Iran, qui n'a pas été invité, a dénoncé le sommet auprès de la diplomatie polonaise et a rappelé le sauvetage de 100 000 réfugiés polonais pendant la Seconde Guerre mondiale. Federica Mogherini, haute représentante de l'Union européenne pour les affaires étrangères et la politique de sécurité, a annoncé qu'elle ne participerait pas au sommet. La Russie a fait savoir qu'elle serait absente de la réunion. Mahmoud Abbas, président de l'Autorité palestinienne, a également rejeté toute participation à la conférence[réf. nécessaire].
Le Premier ministre d'Israël, Benyamin Netanyahou, a annoncé sa participation à la conférence, aux côtés de représentants de l'Arabie saoudite, des Émirats arabes unis, du Koweït et d'Oman.

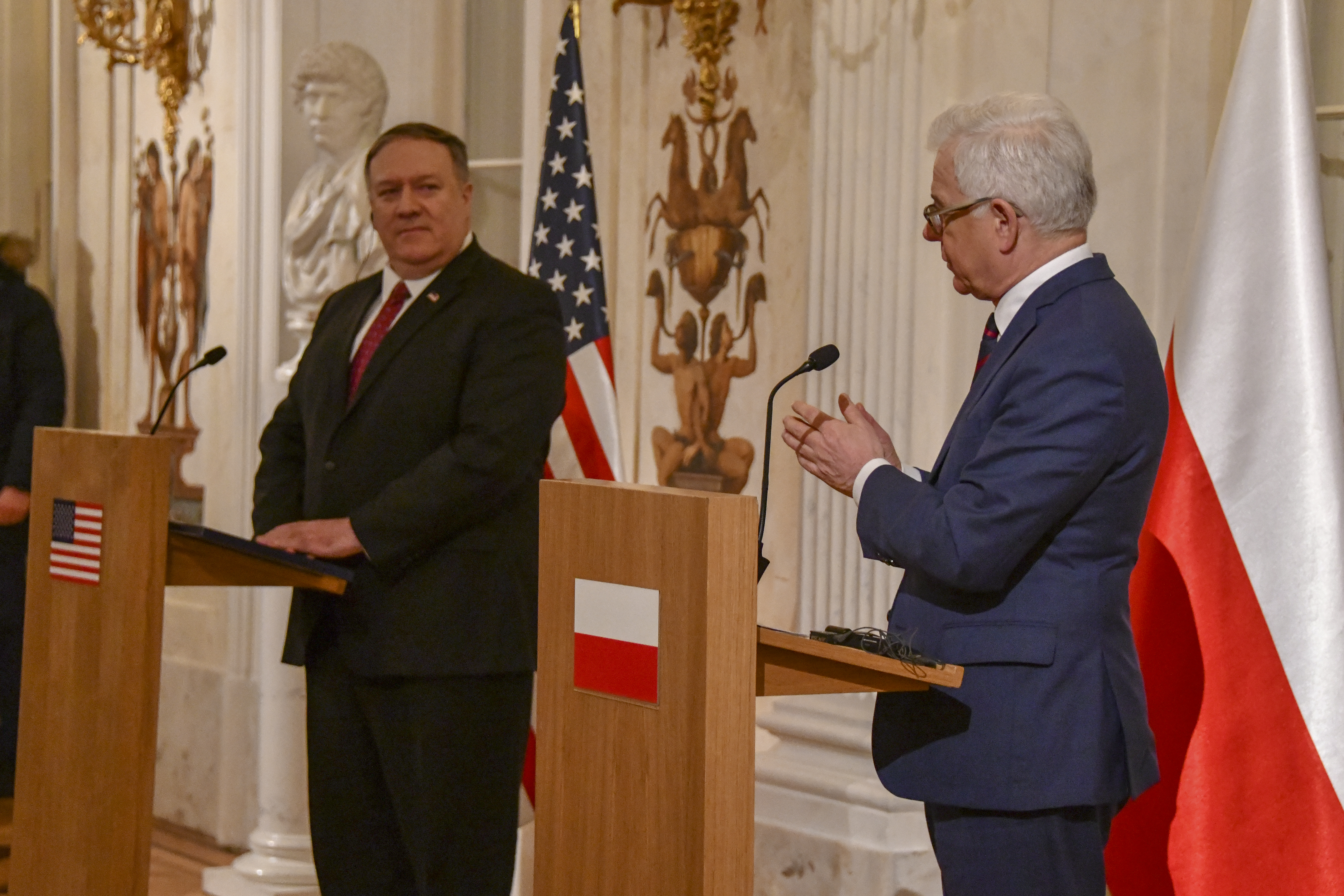
Le secrétaire Mike Pompeo participe à une conférence de presse conjointe avec le ministre polonais des Affaires étrangères Jacek Czaputowicz